# ماساهیتو آرای
ماساهیتو آرای (انگلیسی: Masahito Arai; ۲۵ مارس ۱۹۵۸ – ) خواننده، و آهنگساز اهل ژاپن بود. وی از سال ۱۹۷۷ میلادی تاکنون مشغول فعالیت بوده‌است.